# 伊勢崎駅

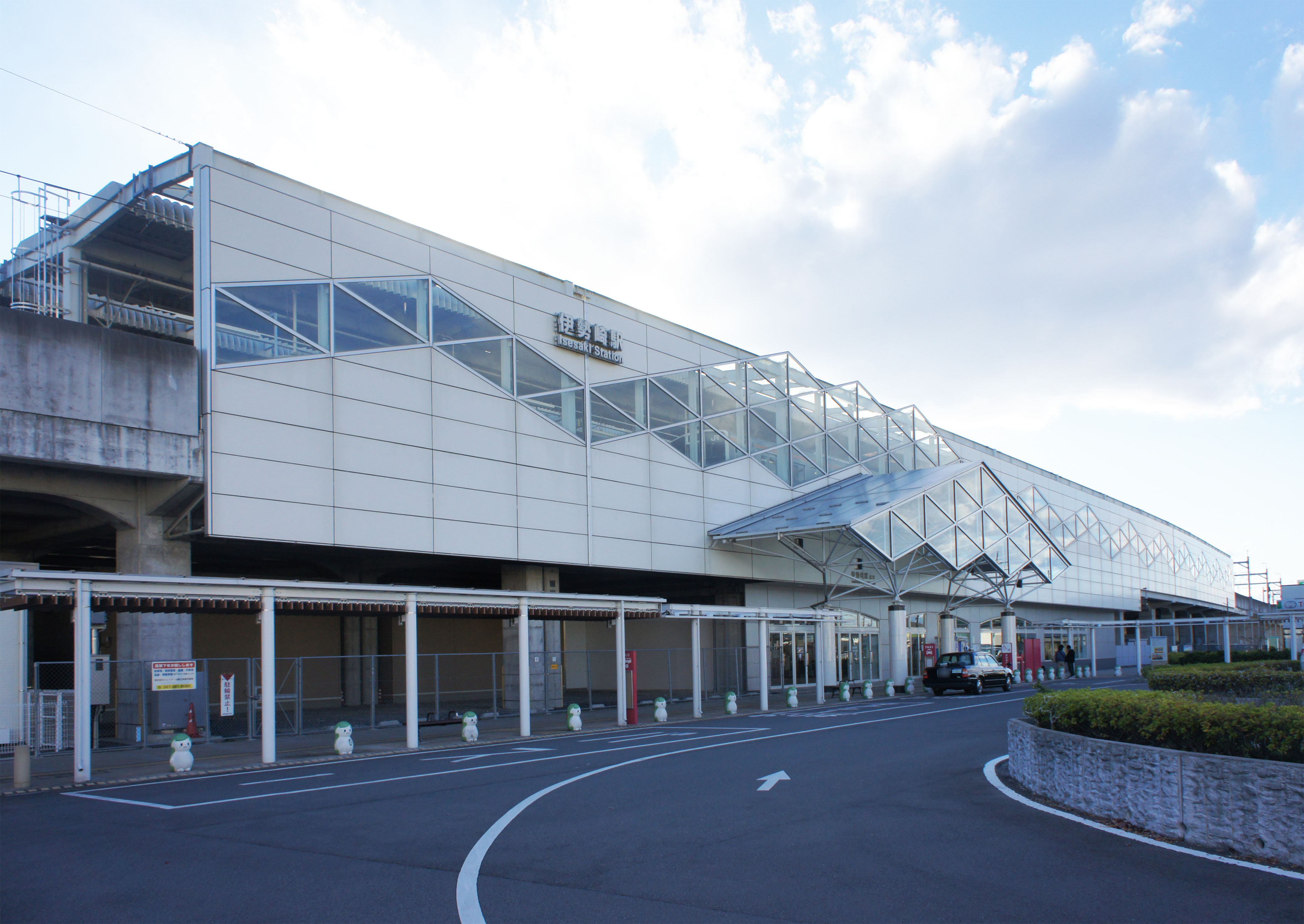
北口（2021年11月）

伊勢崎駅（いせさきえき）は、群馬県伊勢崎市曲輪町にある東日本旅客鉄道（JR東日本）・東武鉄道の駅である。
JR東日本の両毛線、東武鉄道の伊勢崎線が乗り入れており、伊勢崎線は当駅が終点である。

## 歴史

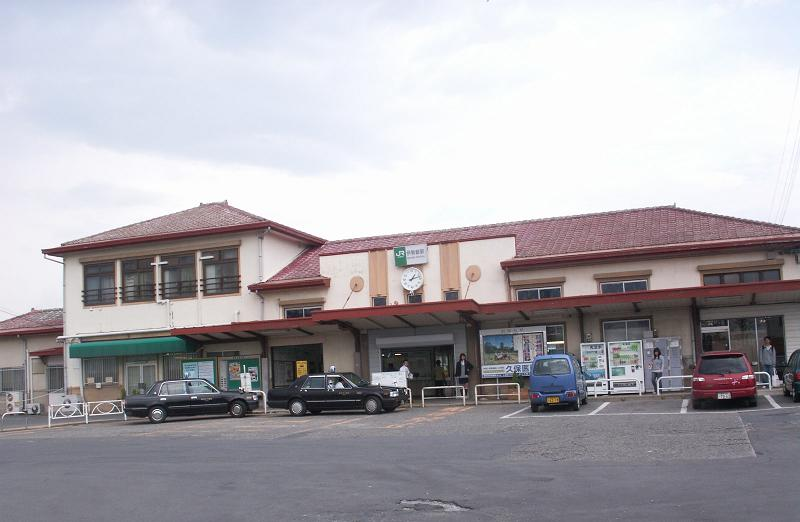
旧駅舎（2007年5月）

- 1889年（明治22年）11月20日：両毛鉄道の前橋 - 桐生間が開通し[2][3]、開業[4]。
- 1897年（明治30年）1月1日：日本鉄道が両毛鉄道を買収[2][5]。
- 1906年（明治39年）11月1日：日本鉄道が国有化され、官設鉄道に移管[5]。
- 1910年（明治43年）7月13日：東武鉄道伊勢崎線の新伊勢崎 - 当駅間が開通し開業[4][6][7]。
- 1934年（昭和9年）
  - 7月22日：二代目駅舎改築竣工[4]。
  - 11月16日：陸軍特別大演習終了後に昭和天皇が県内を巡幸。太田駅 - 伊勢崎駅、伊勢崎駅 - 前橋駅間でお召し列車が運行[8]。
- 1949年（昭和24年）6月1日：公共企業体日本国有鉄道（国鉄）発足に伴い、両毛線はその所属となる。
- 1968年（昭和43年）9月1日：両毛線の小山 - 前橋駅間が電化[2]。
- 1982年（昭和57年）4月1日：貨物扱いを廃止。
- 1986年（昭和61年）12月28日：みどりの窓口開設[9]。
- 1987年（昭和62年）4月1日：国鉄分割民営化により、両毛線の駅はJR東日本に承継される[10]。同時に旅行センター開設[11]。
- 1998年（平成10年）10月：JR東日本がびゅうプラザを閉鎖[12]。
- 2000年（平成12年）10月：自動改札機稼動開始。
- 2001年（平成13年）11月18日：JR東日本でICカード「Suica」の利用が可能となる。
- 2006年（平成18年）3月18日：太田 - 伊勢崎間のワンマン運転開始[13]。朝夕の特急「りょうもう」を除き当駅発着の一般列車は全て当駅 - 太田駅間の運用となった[要出典]。
- 2007年（平成19年）3月18日：東武鉄道でICカード「PASMO」の利用が可能となる[13]。同時にJR東日本⇔東武連絡用および東武入・出場用の簡易ICカード改札機稼動開始。
- 2010年（平成22年）
  - 3月13日：東武鉄道の仮駅舎が使用を開始。これによりJR東日本と東武の改札が別になり、ホームでの乗り換え扱いと簡易ICカード改札機が廃止となる。
  - 5月30日：両毛線の高架化工事が完成し、新駅舎（両毛線側）の使用を開始[14]。北口と南口を結ぶ自由通路を設置[14]。
- 2012年（平成24年）3月17日：東武線に駅ナンバリングが導入される[15]。
- 2013年（平成25年）10月19日：東武伊勢崎線高架化工事が完成し、新駅舎（東武伊勢崎線側）の使用を開始[16]。接近チャイムを導入。
- 2022年（令和4年）
  - 12月15日：みどりの窓口の営業を終了[17]。
  - 12月16日：話せる指定席券売機を導入[18]。

## 駅構造
伊勢崎駅周辺連続立体工事により、JR部分は2010年5月に高架新駅舎の供用を開始した。
この両毛線の高架駅への切り替えに伴い、北口と南口を結ぶ自由通路も設置された。
東武部分はJR側と一体的に整備され、2013年10月に高架新駅舎の供用を開始した。
高架駅の供用開始後、南口には中央に駅構内の自由通路と繋がる歩行者通路を配置し、その東側部分にバスやタクシー用のロータリー、西側に自家用車など一般車両向けのロータリーを分けて整備する事業が進められている。
JR寄りである北口は駅前広場の整備を残している。

### 改札の運営
2010年（平成22年）3月12日まではJR東日本が両社線の出改札業務を行っていた。JR東日本仕様の自動改札機・指定席券売機とJR東日本が営業するみどりの窓口が設置されており、東武線については、乗車券と「りょうもう」の特急券のみの発券となっていた。
同日までは同一の改札で、中間改札はなかったが、2007年（平成19年）3月18日のPASMOの運用開始時からSuicaとPASMOの相互利用開始に伴い、JR線 - 東武線連絡用の簡易ICカード改札機が設置され、ICカードで乗車している旅客は同簡易改札機にタッチする必要があった。
SuicaやPASMOで連絡用の簡易ICカード改札機にタッチせずにJR線 - 東武線間を乗り換えると、異なる経路（主に北千住経由）の運賃が引き落とされていた。また、本駅から東武線のみを利用する場合は、改札口と乗り換え専用簡易ICカード改札機の2か所でタッチする必要があった。
2010年（平成22年）3月13日から、東武専用の仮駅舎開設に伴い改札は分離され、自社による発券業務が行われるようになった。旧駅舎正面には「東武鉄道」の標示がなく、駅構内に入らないとなかった。ただし、東武部分には東武社員が配置されていた。
2013年（平成23年）10月19日に東武部分の高架下駅舎が完成した。新駅舎ではJRとの連絡改札口などは特になく、一度改札外に出て乗継となる。

### JR東日本
JR東日本ステーションサービスが業務を受託する業務委託駅（前橋駅管理）で、島式ホーム2面3線を持つ列車交換可能な高架駅である。2018年3月10日からは、早朝時間帯は遠隔対応のため改札係員は不在となり、一部の自動券売機のみ稼働している。2010年（平成22年）5月30日に高架ホームの使用が開始された。
高架化された際に1階が改札で2階にホームが設置される形になり、エスカレーター4基とエレベーター2基を設置した。
2番線と3番線は中線として、ホームを共用している。当駅で折り返す列車は中線を使用し、3番線を降車ホーム、2番線を乗車ホームとする乗降分離が行われる。

#### のりば
| 番線 | 路線    | 方向 | 行先     | 備考                                                 |
| ---- | ------- | ---- | -------- | ---------------------------------------------------- |
| 1    | ■両毛線 | 上り | 高崎方面 |                                                      |
| 2    | ■両毛線 | 上り | 高崎方面 | 線路を共用。当駅始発の上りと下りの一部列車のみが発着 |
| 3    | ■両毛線 | 下り | 小山方面 | 線路を共用。当駅始発の上りと下りの一部列車のみが発着 |
| 4    | ■両毛線 | 下り | 小山方面 |                                                      |

（出典：JR東日本:駅構内図）

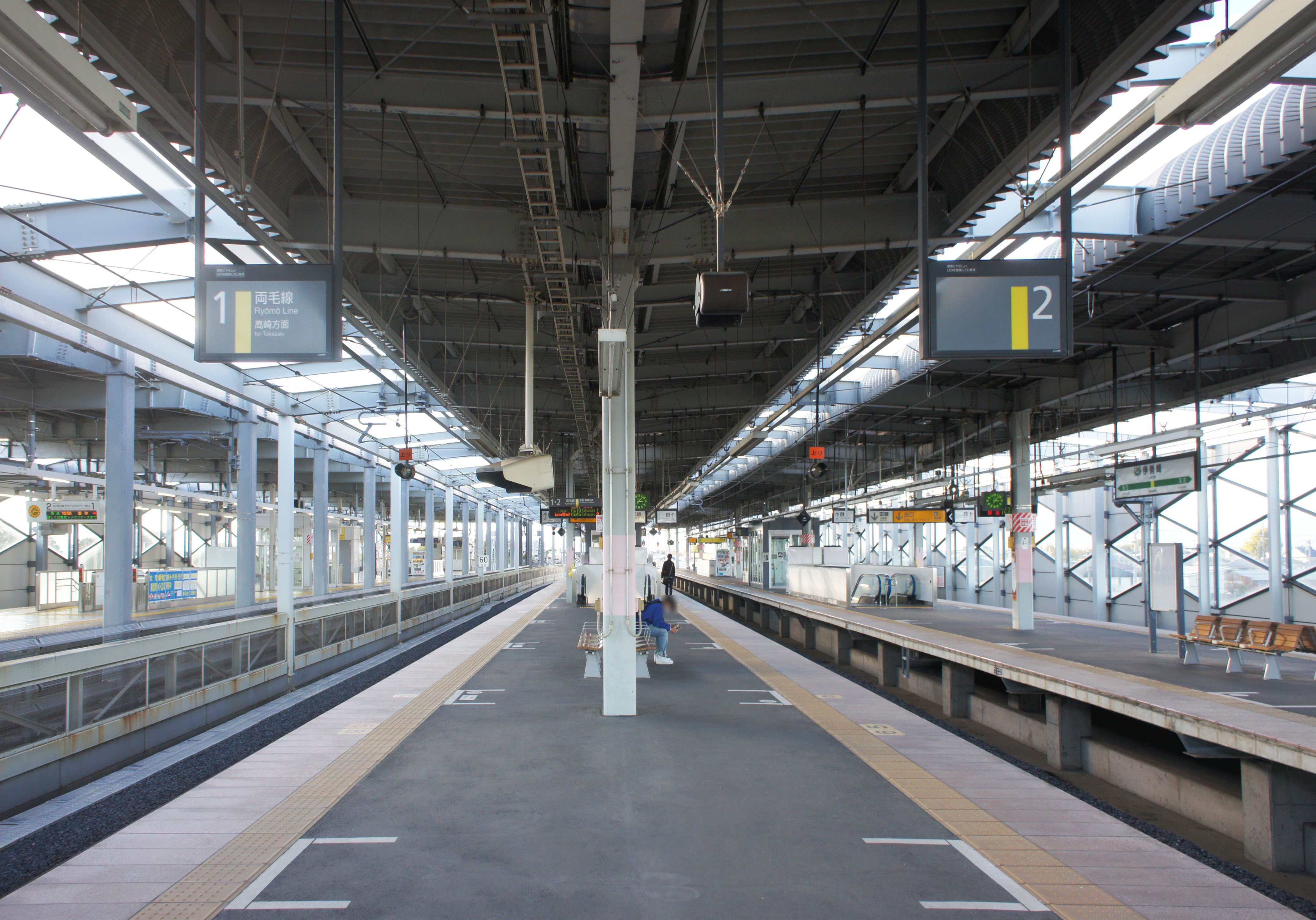
1・2番線ホーム（2021年11月）
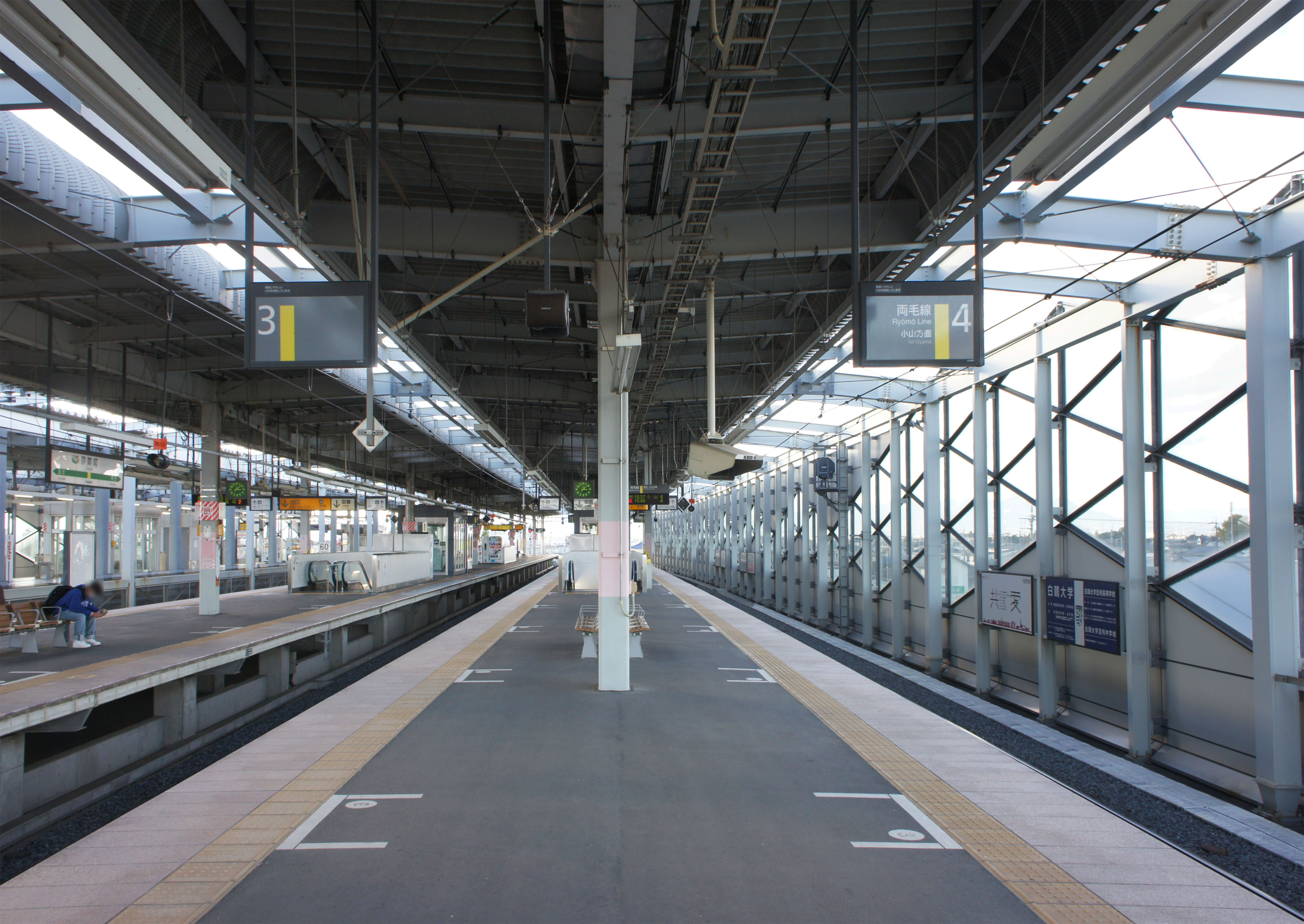
3・4番線ホーム（2021年11月）
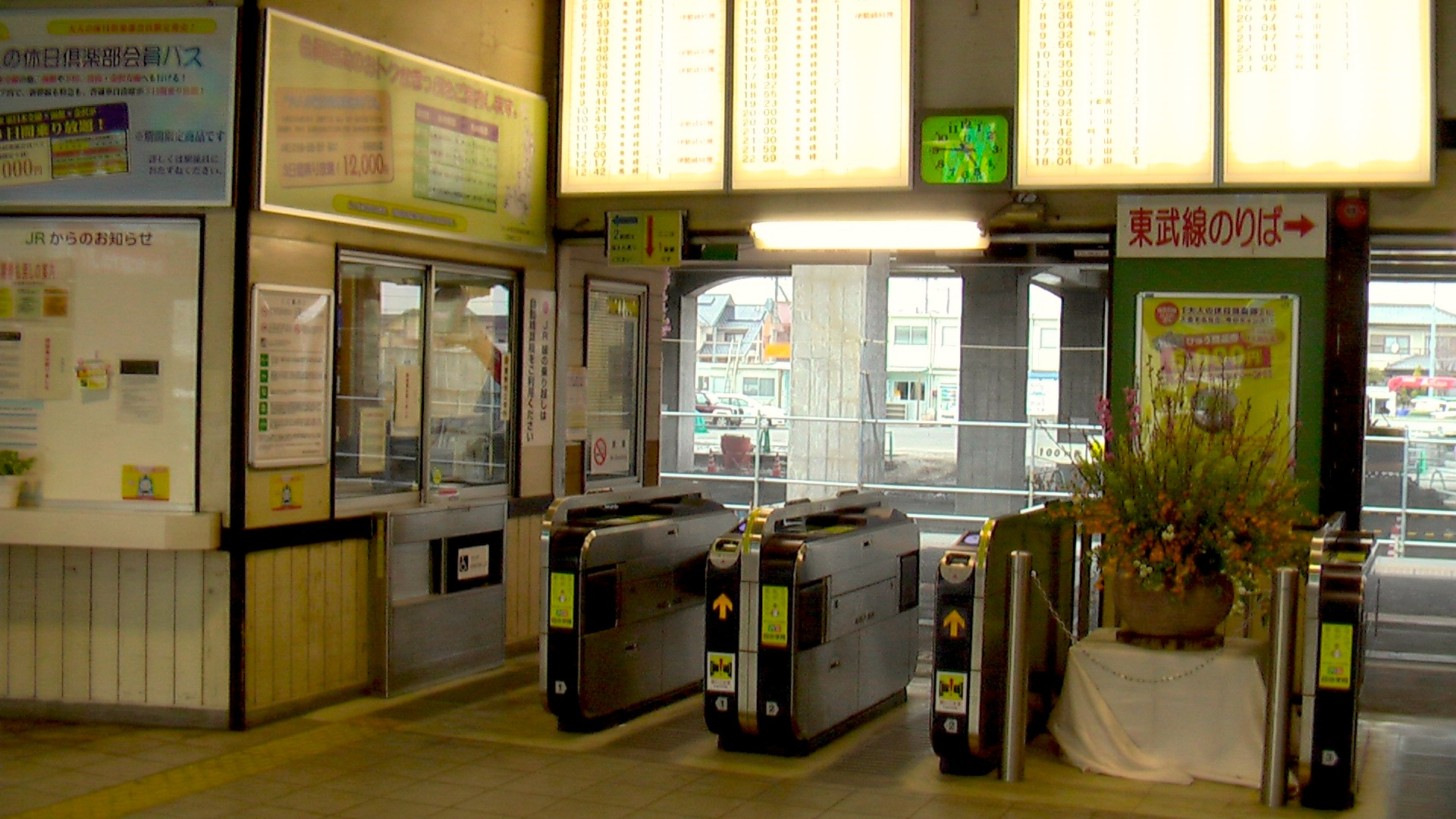
旧駅舎時代の改札口（2009年3月）
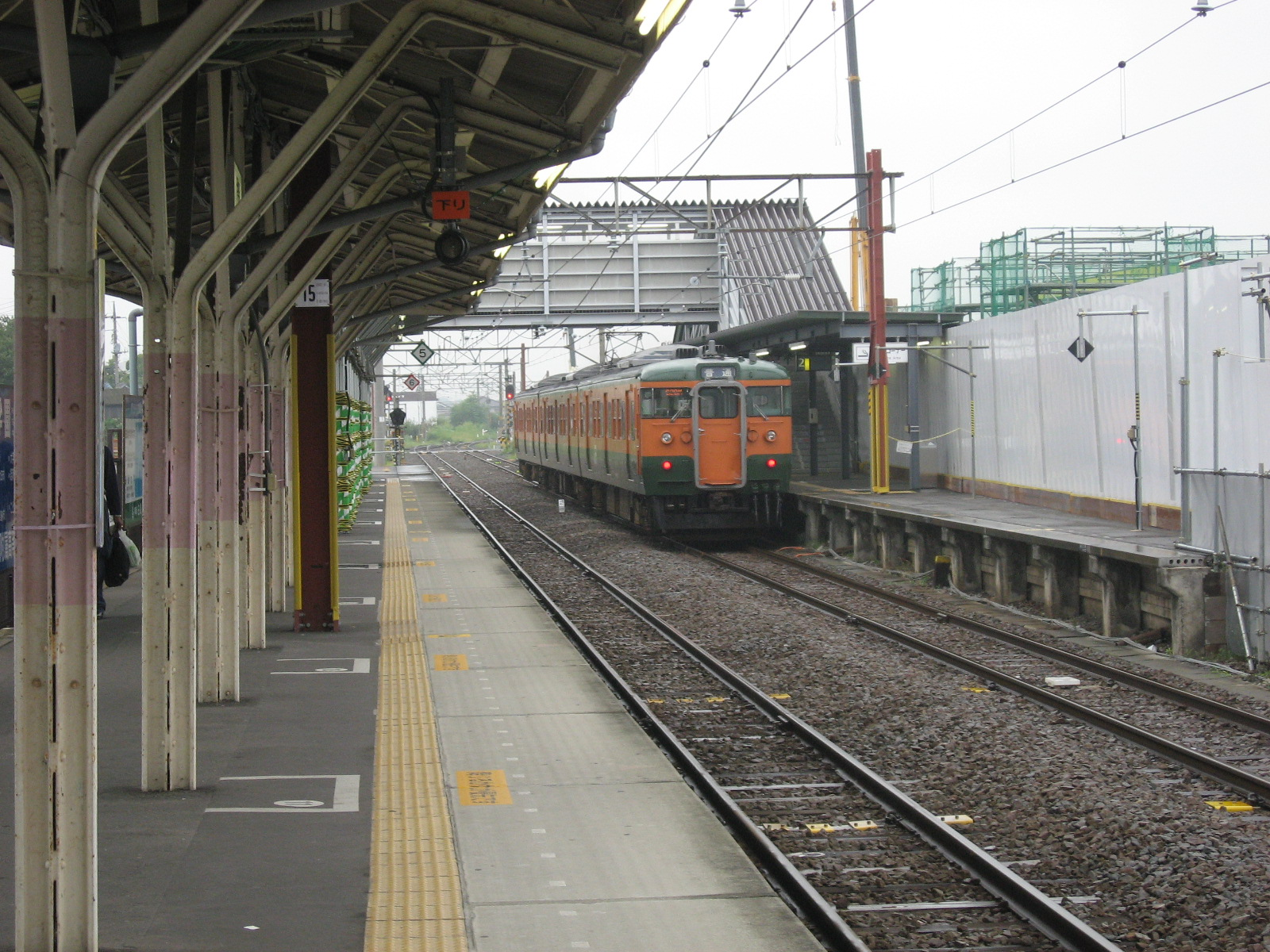
高架化前のホーム（2008年8月）

### 東武鉄道
2013年（平成23年）10月19日に東武部分も高架駅になり、島式ホーム1面2線を有する終端駅である。東武鉄道全駅中、最も西に位置する。駅番号はTI 25。

#### のりば
| 番線 | 路線     | 行先     |
| ---- | -------- | -------- |
| 1    | 伊勢崎線 | 浅草方面 |
| 2    | 伊勢崎線 | 浅草方面 |

- 地平駅時代の2010年3月12日まではJRと同一改札だったため、JRからの連番で4・5番線となっていた。
- ホーム長は約7両分ある。これは夜間滞留時に3両編成の車両を直列に2編成留置するためである。入線するのはりょうもう号の6両編成が最長である。伊勢崎線太田駅 - 当駅間は普通列車の浅草直通時代の6両編成まで各駅対応している。
- 現在の信号開通音は亜麻色の髪の乙女が使用されている。高架前は山の音楽家が使用されていた。

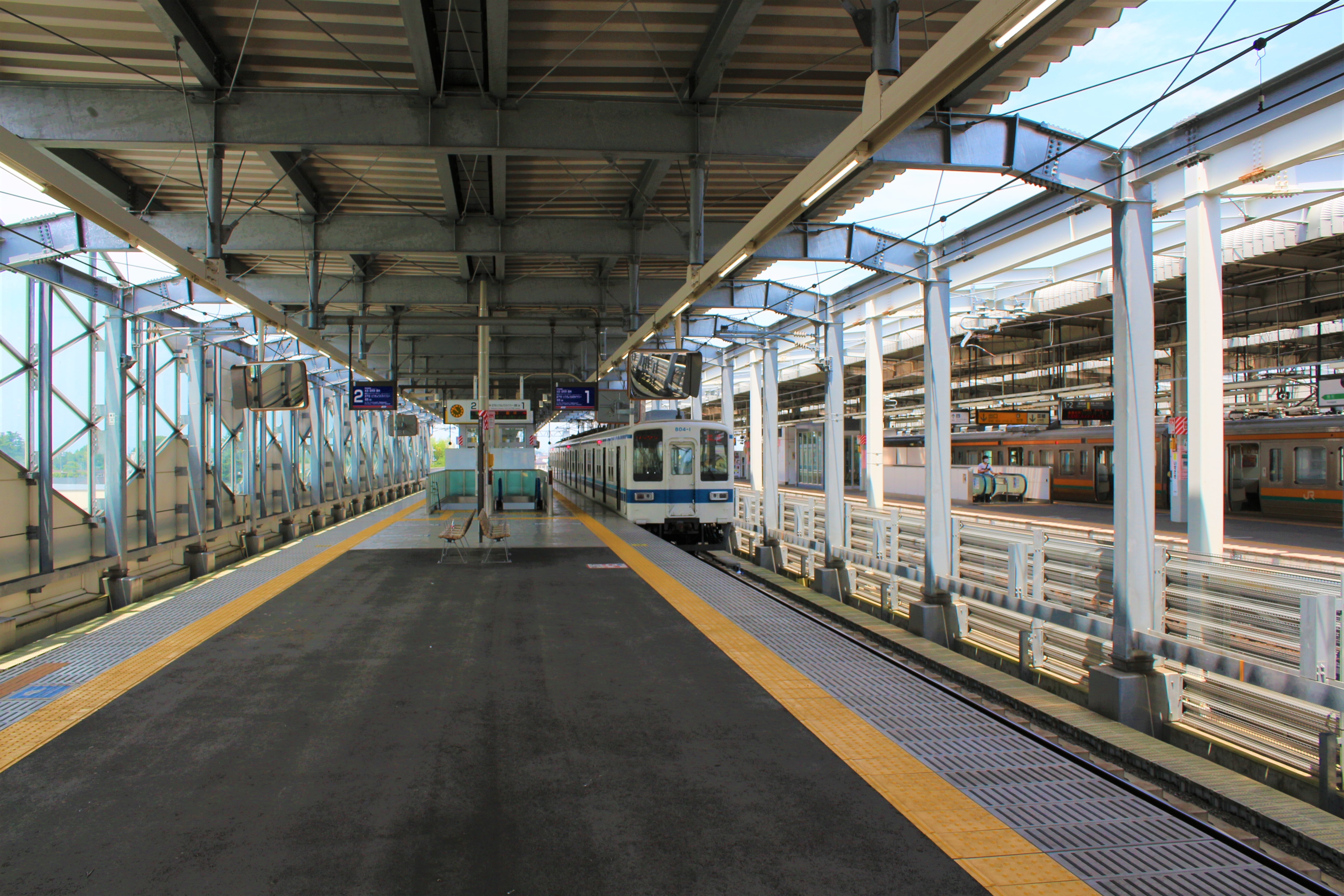
ホーム（2020年6月）
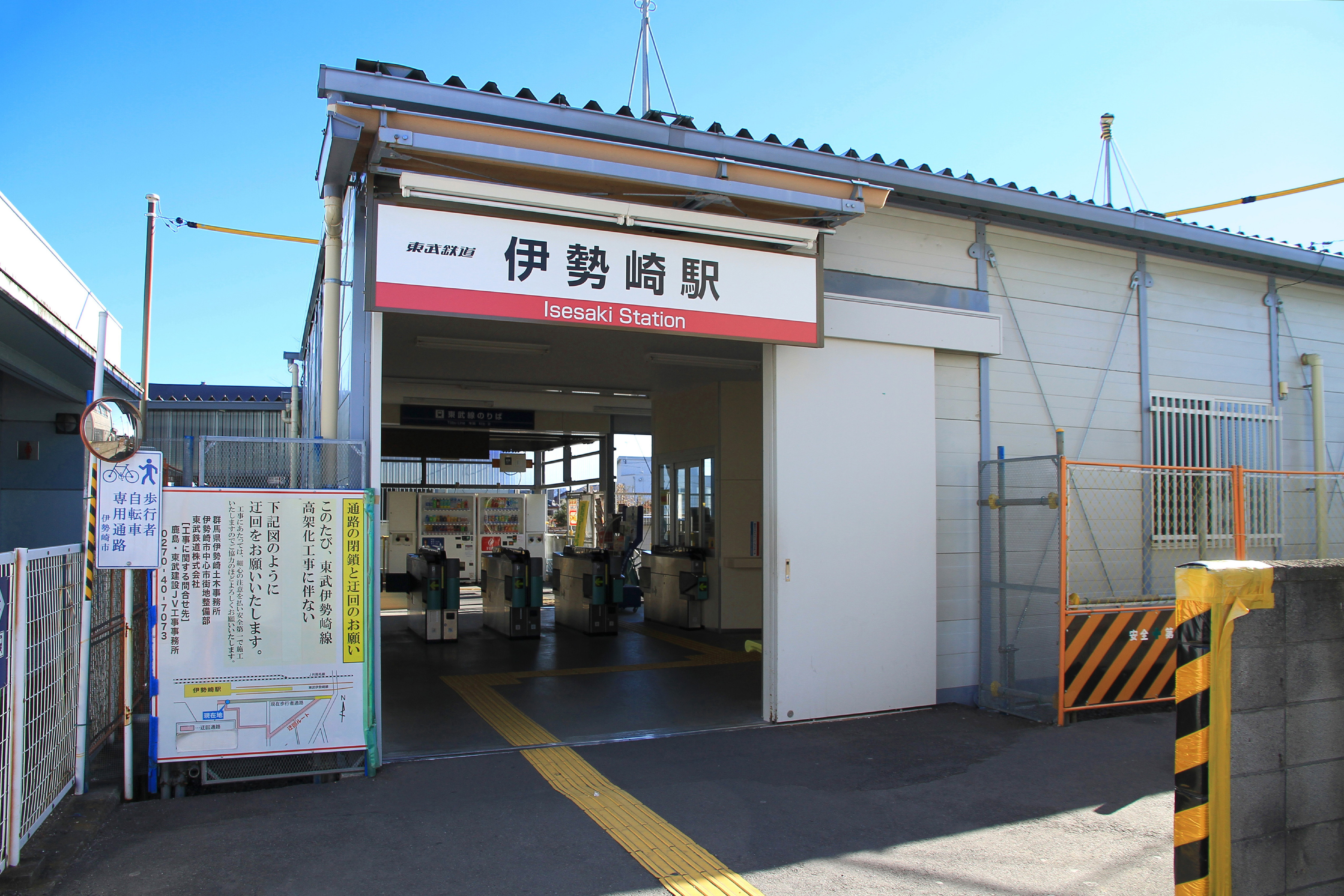
仮設駅舎（2012年12月）
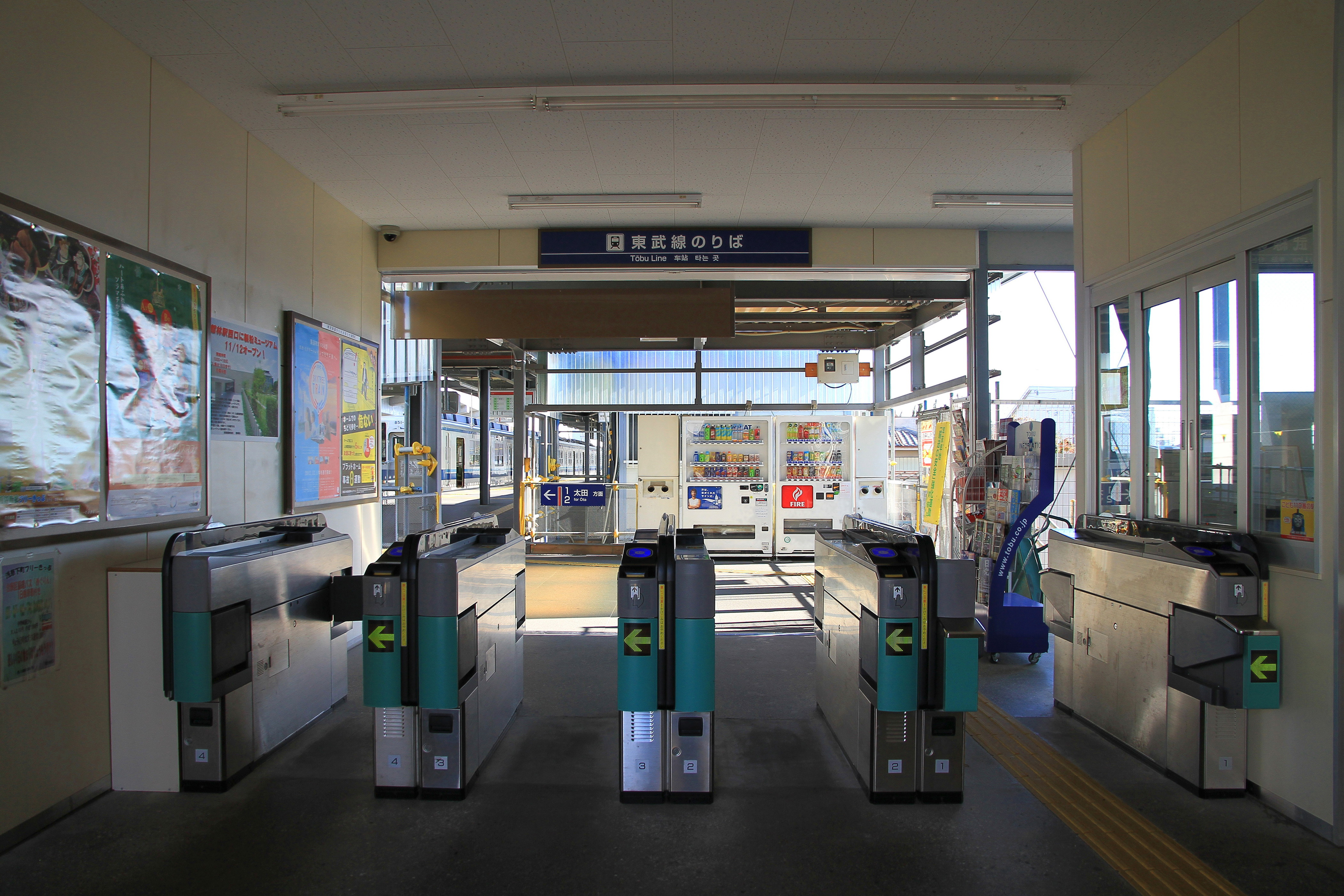
仮設改札口（2012年12月）
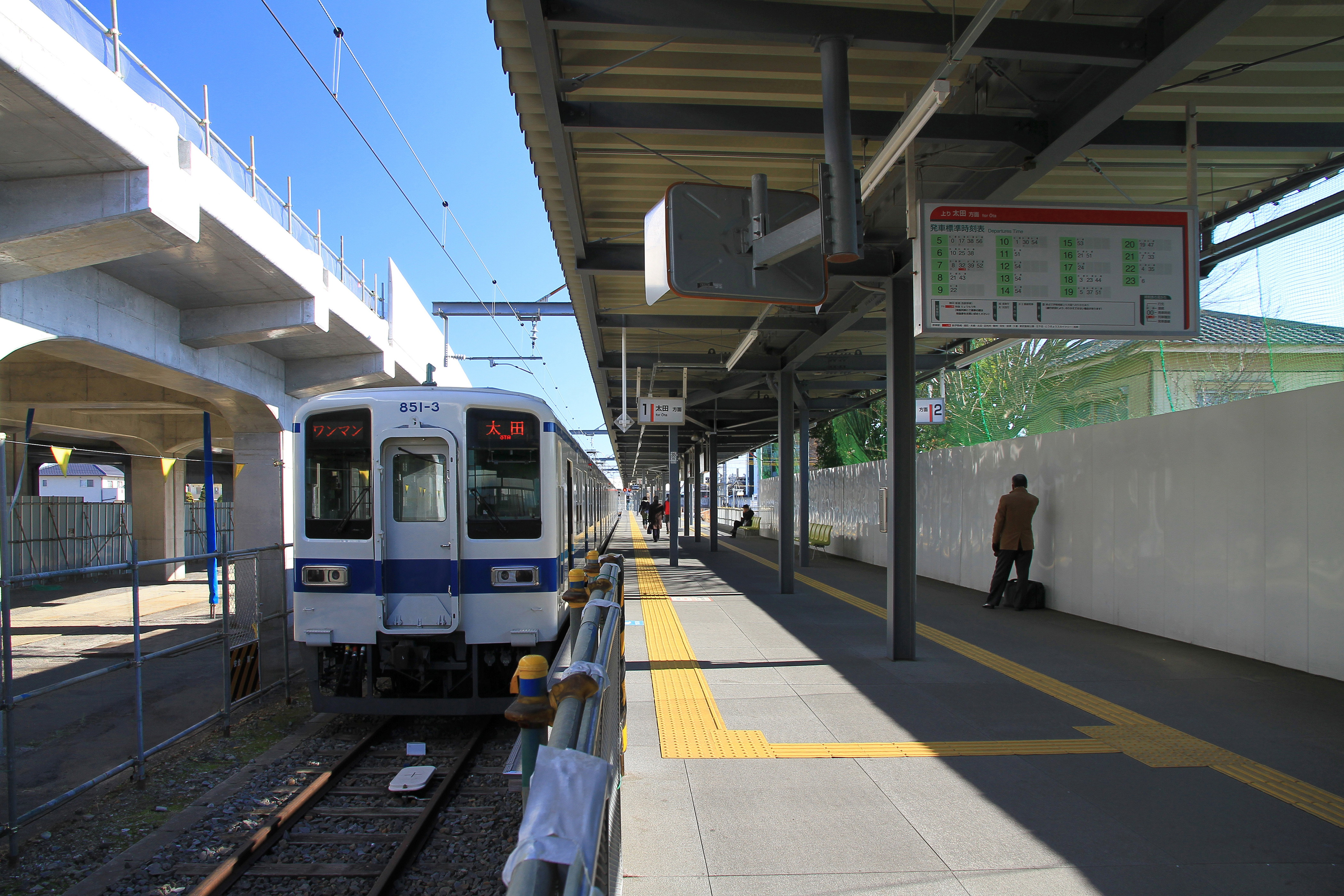
仮設ホーム（2012年12月）

## 連続立体交差化
2000年（平成12年）度に着手し、JR両毛線 (約2.5km) と東武伊勢崎線 (約2.2km) の連続立体交差化（高架化）された。
事業主体は群馬県・伊勢崎市・東日本旅客鉄道・東武鉄道の4者で、道路渋滞や市街地の分断の解消を目指してJR両毛線7か所と東武鉄道伊勢崎線13か所の合計20か所の踏切が廃止された。
2010年（平成22年）5月30日に両毛線が先行して高架化され、東武伊勢崎線は2010年（平成21年）に着工して2013年（平成23年）10月19日に高架駅が供用開始となった。
なお、両毛線が高架駅に切り替わる際に南北の駅前広場を連絡する自由通路も設置されることになった。
駅周辺の土地区画整理事業も並行して行われ、駅につながる道路や駅前広場の整備に加えて、駅前広場に隣接地を含む周辺への商業施設や事務所機能の誘導が進められた。
当初は東武伊勢崎線の車両を留置する有効長230 m（約10両分）の引き上げ線を着発線西側に設置する予定があったが設置しないことになった。

## 利用状況

### JR東日本
2023年度（令和5年度）の1日平均乗車人員は5,495人である。
2000年度（平成12年度）以降の推移は以下のとおりである。
| 年度               | 1日平均 乗車人員 | 出典      |
| ------------------ | ---------------- | --------- |
| 2000年（平成12年） | 5,144            | [ JR 2 ]  |
| 2001年（平成13年） | 4,966            | [ JR 3 ]  |
| 2002年（平成14年） | 4,844            | [ JR 4 ]  |
| 2003年（平成15年） | 4,929            | [ JR 5 ]  |
| 2004年（平成16年） | 4,923            | [ JR 6 ]  |
| 2005年（平成17年） | 4,833            | [ JR 7 ]  |
| 2006年（平成18年） | 4,792            | [ JR 8 ]  |
| 2007年（平成19年） | 4,793            | [ JR 9 ]  |
| 2008年（平成20年） | 4,931            | [ JR 10 ] |
| 2009年（平成21年） | 4,909            | [ JR 11 ] |
| 2010年（平成22年） | 5,118            | [ JR 12 ] |
| 2011年（平成23年） | 5,193            | [ JR 13 ] |
| 2012年（平成24年） | 5,406            | [ JR 14 ] |
| 2013年（平成25年） | 5,608            | [ JR 15 ] |
| 2014年（平成26年） | 5,595            | [ JR 16 ] |
| 2015年（平成27年） | 5,808            | [ JR 17 ] |
| 2016年（平成28年） | 5,825            | [ JR 18 ] |
| 2017年（平成29年） | 5,987            | [ JR 19 ] |
| 2018年（平成30年） | 6,121            | [ JR 20 ] |
| 2019年（令和元年） | 6,058            | [ JR 21 ] |
| 2020年（令和02年） | 4,418            | [ JR 22 ] |
| 2021年（令和03年） | 4,920            | [ JR 23 ] |
| 2022年（令和04年） | 5,296            | [ JR 24 ] |
| 2023年（令和05年） | 5,495            | [ JR 1 ]  |

### 東武鉄道
2024年度（令和6年度）の1日平均乗降人員は6,657人である。
2006年度（平成18年度）以降の推移は以下のとおりである。
| 年度               | 1日平均 乗降人員 | 出典        |
| ------------------ | ---------------- | ----------- |
| 2006年（平成18年） | 5,333            | [ 東武 3 ]  |
| 2007年（平成19年） | 5,337            | [ 東武 4 ]  |
| 2008年（平成20年） | 5,444            | [ 東武 5 ]  |
| 2009年（平成21年） | 5,372            | [ 東武 6 ]  |
| 2010年（平成22年） | 5,607            | [ 東武 7 ]  |
| 2011年（平成23年） | 5,690            | [ 東武 8 ]  |
| 2012年（平成24年） | 5,998            | [ 東武 9 ]  |
| 2013年（平成25年） | 6,206            | [ 東武 10 ] |
| 2014年（平成26年） | 6,115            | [ 東武 11 ] |
| 2015年（平成27年） | 6,367            | [ 東武 12 ] |
| 2016年（平成28年） | 6,561            | [ 東武 13 ] |
| 2017年（平成29年） | 6,738            | [ 東武 14 ] |
| 2018年（平成30年） | 7,003            | [ 東武 15 ] |
| 2019年（令和元年） | 6,923            | [ 東武 16 ] |
| 2020年（令和02年） | 5,038            | [ 東武 17 ] |
| 2021年（令和03年） | 5,612            | [ 東武 18 ] |
| 2022年（令和04年） | 6,047            | [ 東武 19 ] |
| 2023年（令和05年） | 6,390            | [ 東武 20 ] |
| 2024年（令和06年） | 6,657            | [ 東武 1 ]  |

## 駅周辺
本駅は古くからの市街地の北端にある。市街地中央部には東武伊勢崎線の新伊勢崎駅がある。
伊勢崎市は幹線道路沿いに大規模な商業施設が立地し、旧来の中心市街地が衰退するという日本の地方都市に多く見られる状況下にある。
ただし、2008年（平成20年）4月1日より伊勢崎市コミュニティバスの再編整備が行われ、8系統以外の全便が本駅発着（新伊勢崎駅からの発着はなし）となったため、既存の路線バスと合わせ、本駅が市内における交通上の中心となっている。
- 群馬中央バス 伊勢崎営業所
- 伊勢崎市立北小学校
- 伊勢崎市立北第二小学校
- 伊勢崎市立図書館
- 伊勢崎寿町郵便局
- 伊勢崎郵便局
- 桐生工業伊勢崎工場（旧・スバルカスタマイズ工房）
- 寿モール
  - ベルク 伊勢崎寿店
- 伊勢崎ショッピングモール
- 善應寺
- 伊勢崎神社
- 群馬銀行 伊勢崎支店
- 足利銀行 伊勢崎支店
- 東和銀行 伊勢崎支店
- 群馬県道75号伊勢崎停車場線 - 駅前通り
- ABホテル伊勢崎
- 伊勢崎ステーションホテル
- 東横イン群馬伊勢崎駅前
- ベイシア スーパーマーケット伊勢崎駅前店
- 伊勢崎モスク
- トヨタレンタカー伊勢崎駅北口店

## バス路線
南口にて、以下の路線バスや高速バスが発着する。
| 乗り場             | 運行会社                                                  | 系統・行先                                           | 備考                       |
| ------------------ | --------------------------------------------------------- | ---------------------------------------------------- | -------------------------- |
| 1番線              | 群馬中央バス                                              | 県立女子大学                                         | 土曜・休日・年末年始は運休 |
| 1番線              | 群馬中央バス                                              | スマーク伊勢崎                                       |                            |
| 2番線              | 十王自動車                                                | 本庄駅北口                                           |                            |
| 2番線              | 十王自動車                                                | 東京福祉大学                                         | 平日朝1本のみ              |
| 3番線 （高速バス） | JRバス関東・群馬中央バス                                  | 練馬駅・中野坂上・バスタ新宿（新宿駅新南口）・東京駅 |                            |
| 3番線 （高速バス） | 日本中央バス                                              | シルクライナー：大阪なんばOCAT                       |                            |
| 3番線 （高速バス） | 日本中央バス                                              | 仙台ライナー：仙台駅東口                             |                            |
| 3番線 （高速バス） | 日本中央バス                                              | 桐生・前橋 - 羽田空港線：羽田空港                    |                            |
| 4番線              | （未使用）                                                | （未使用）                                           | （未使用）                 |
| 5番線              | 伊勢崎市コミュニティバス「あおぞら」 （十王自動車に委託） | 1 赤堀シャトル：カリビアンビーチ／市民病院北         |                            |
| 5番線              | 伊勢崎市コミュニティバス「あおぞら」 （十王自動車に委託） | 2 あずまシャトル：あずま支所／市民病院北             |                            |
| 5番線              | 伊勢崎市コミュニティバス「あおぞら」 （十王自動車に委託） | 3 東西シャトル：新田暁高校／市民病院北               |                            |
| 5番線              | 伊勢崎市コミュニティバス「あおぞら」 （十王自動車に委託） | 4 境シャトル：境社会福祉センター／市民病院北         |                            |
| 5番線              | 伊勢崎市コミュニティバス「あおぞら」 （十王自動車に委託） | 5 南部シャトル：長沼会館                             |                            |
| 5番線              | 伊勢崎市コミュニティバス「あおぞら」 （十王自動車に委託） | 6 伊勢崎駅北巡回・7 伊勢崎駅南巡回：伊勢崎駅南口     |                            |
| 5番線              | 伊勢崎市コミュニティバス「あおぞら」 （十王自動車に委託） | 9 波志江・赤堀・あずま連絡：国定駅南口               |                            |
| 6番線              | 伊勢崎オート送迎バス                                      | 伊勢崎オート送迎バス                                 | 伊勢崎オート送迎バス       |

## 隣の駅
東日本旅客鉄道（JR東日本）
■両毛線
国定駅 - *東伊勢崎駅 - 伊勢崎駅 - *下増田駅 - 駒形駅
*打消線は廃駅
東武鉄道
 伊勢崎線
- ■特急「りょうもう」・■特急「リバティりょうもう」発着駅

■普通
新伊勢崎駅 (TI 24) - 伊勢崎駅 (TI 25)

### 記事本文